# Équipe de Belgique de football à la Coupe du monde 2018
Cet article relate le parcours de l’Équipe de Belgique de football lors de la Coupe du monde de football 2018 organisée en Russie du 14 juin au 15 juillet 2018.
Le 2 juillet 2018, l'équipe de Belgique bat le Japon 3-2 sans prolongations après avoir été menée deux buts à zéro. La dernière équipe à avoir gagné un match de la phase à élimination directe sans prolongations après avoir été menée de deux buts ou plus est le Portugal qui avait battu la Corée du Nord 5-3 lors de la Coupe du monde de 1966. L'Allemagne de l’Ouest avait quant à elle battu l'Angleterre 3-2 après prolongations lors de la Coupe du monde de 1970.
Les Belges sont éliminés en demi-finale par l'équipe de France, future championne du monde, qui s'impose 1-0 et finissent à la troisième place en battant l'équipe d'Angleterre, qui avait été elle-même éliminée par l'équipe de Croatie, sur un score de 2-1.

## Qualifications

### Groupe H
| Rang | Équipe             | Pts | J  | G | N | P  | Bp | Bc | Diff |  | Résultats (▼ dom., ► ext.) |     |     |     |     |     |     |
| ---- | ------------------ | --- | -- | - | - | -- | -- | -- | ---- |  | -------------------------- | --- | --- | --- | --- | --- | --- |
| 1    | Belgique           | 28  | 10 | 9 | 1 | 0  | 43 | 6  | +37  |  | Belgique                   |     | 1-1 | 4-0 | 8-1 | 4-0 | 9-0 |
| 2    | Grèce              | 19  | 10 | 5 | 4 | 1  | 17 | 6  | +11  |  | Grèce                      | 1-2 |     | 1-1 | 0-0 | 2-0 | 4-0 |
| 3    | Bosnie-Herzégovine | 17  | 10 | 5 | 2 | 3  | 24 | 13 | +11  |  | Bosnie-Herzégovine         | 3-4 | 0-0 |     | 5-0 | 2-0 | 5-0 |
| 4    | Estonie            | 11  | 10 | 3 | 2 | 5  | 13 | 19 | -6   |  | Estonie                    | 0-2 | 0-2 | 1-2 |     | 1-0 | 4-0 |
| 5    | Chypre             | 10  | 10 | 3 | 1 | 6  | 9  | 18 | -9   |  | Chypre                     | 0-3 | 1-2 | 3-2 | 0-0 |     | 3-1 |
| 6    | Gibraltar          | 0   | 10 | 0 | 0 | 10 | 3  | 47 | -44  |  | Gibraltar                  | 0-6 | 1-4 | 0-4 | 0-6 | 1-2 |     |

## Préparation

### Matchs de préparation à la Coupe du monde
Détail des matchs amicaux
| Match amical           | Belgique                                       | 4 - 0   | Arabie saoudite | Stade Roi Baudouin, Bruxelles |                       |
| 27 mars 2018 20h45 HEC | Lukaku 13e 39e · Batshuayi 77e · De Bruyne 78e | (2 - 0) |                 | Arbitrage : Matej Jug         | Arbitrage : Matej Jug |

| Match amical          | Belgique | 0 - 0   | Portugal | Stade Roi Baudouin, Bruxelles |                           |
| 2 juin 2018 20h45 HEC |          | (0 - 0) |          | Arbitrage : Viktor Kassai     | Arbitrage : Viktor Kassai |

| Match amical          | Belgique                                 | 3 - 0   | Égypte | Stade Roi Baudouin, Bruxelles       |                                     |
| 6 juin 2018 20h45 HEC | Lukaku 27e · Hazard 38e · Fellaini 90+2e | (2 - 0) |        | Arbitrage : Anastasios Sidiropoulos | Arbitrage : Anastasios Sidiropoulos |

| Match amical     | Belgique                                     | 4 - 1   | Costa Rica | Stade Roi Baudouin, Bruxelles |                            |
| 11 juin 2018 HEC | Mertens 31e · Lukaku 42e 50e · Batshuayi 64e | (2 - 1) | 24e Ruiz   | Arbitrage : Ovidiu Hațegan    | Arbitrage : Ovidiu Hațegan |

## Effectif
Les 23 joueurs sélectionnés sont connus le 4 juin 2018.
| Numéro / Nom       | Numéro / Nom       | Club                     | Date de naissance et âge*  | J.              | Buts            |                 |                 |                 |
| Gardiens de but    | Gardiens de but    | Gardiens de but          | Gardiens de but            | Gardiens de but | Gardiens de but | Gardiens de but | Gardiens de but | Gardiens de but |
| ------------------ | ------------------ | ------------------------ | -------------------------- | --------------- | --------------- | --------------- | --------------- | --------------- |
| 01                 | Thibaut Courtois   | Chelsea FC               | 11 mai 1992 (26 ans)       | 7               | 0               | 0               | 0               | 0               |
| 12                 | Simon Mignolet     | Liverpool FC             | 6 mars 1988 (30 ans)       | 0               | 0               | 0               | 0               | 0               |
| 13                 | Koen Casteels      | VfL Wolfsburg            | 25 juin 1992 (25 ans)      | 0               | 0               | 0               | 0               | 0               |
| Défenseurs         |                    |                          |                            |                 |                 |                 |                 |                 |
| 02                 | Toby Alderweireld  | Tottenham Hotspur        | 2 mars 1989 (29 ans)       | 6               | 0               | 2               | 0               | 0               |
| 03                 | Thomas Vermaelen   | FC Barcelone             | 14 novembre 1985 (32 ans)  | 3               | 0               | 0               | 0               | 0               |
| 04                 | Vincent Kompany    | Manchester City          | 10 avril 1986 (32 ans)     | 5               | 0               | 0               | 0               | 0               |
| 05                 | Jan Vertonghen     | Tottenham Hotspur        | 24 avril 1987 (31 ans)     | 6               | 1               | 2               | 0               | 0               |
| 15                 | Thomas Meunier     | Paris Saint-Germain      | 12 septembre 1991 (26 ans) | 5               | 1               | 2               | 0               | 0               |
| 20                 | Dedryck Boyata     | Celtic FC                | 28 novembre 1990 (27 ans)  | 3               | 0               | 0               | 0               | 0               |
| Milieux de terrain |                    |                          |                            |                 |                 |                 |                 |                 |
| 06                 | Axel Witsel        | Tianjin Quanjian         | 12 janvier 1989 (29 ans)   | 6               | 0               | 1               | 0               | 0               |
| 07                 | Kevin De Bruyne    | Manchester City          | 28 juin 1991 (26 ans)      | 6               | 1               | 1               | 0               | 0               |
| 08                 | Marouane Fellaini  | Manchester United        | 22 novembre 1987 (30 ans)  | 5               | 1               | 0               | 0               | 0               |
| 11                 | Yannick Carrasco   | Dalian Yifang            | 4 septembre 1993 (24 ans)  | 4               | 0               | 0               | 0               | 0               |
| 14                 | Dries Mertens      | SSC Naples               | 6 mai 1987 (31 ans)        | 6               | 1               | 0               | 0               | 0               |
| 16                 | Thorgan Hazard     | Borussia Mönchengladbach | 29 mai 1993 (25 ans)       | 2               | 0               | 0               | 0               | 0               |
| 17                 | Youri Tielemans    | AS Monaco                | 7 mai 1997 (21 ans)        | 4               | 0               | 1               | 0               | 0               |
| 18                 | Adnan Januzaj      | Real Sociedad            | 5 février 1995 (23 ans)    | 1               | 1               | 0               | 0               | 0               |
| 19                 | Mousa Dembélé      | Tottenham Hotspur        | 16 juillet 1987 (30 ans)   | 4               | 0               | 0               | 0               | 0               |
| 22                 | Nacer Chadli       | West Bromwich Albion     | 2 août 1989 (28 ans)       | 6               | 1               | 0               | 0               | 0               |
| 23                 | Leander Dendoncker | RSC Anderlecht           | 15 avril 1995 (23 ans)     | 1               | 0               | 1               | 0               | 0               |
| Attaquants         |                    |                          |                            |                 |                 |                 |                 |                 |
| 09                 | Romelu Lukaku      | Manchester United        | 13 mai 1993 (25 ans)       | 6               | 4               | 0               | 0               | 0               |
| 10                 | Eden Hazard        | Chelsea FC               | 7 janvier 1991 (27 ans)    | 6               | 3               | 1               | 0               | 0               |
| 21                 | Michy Batshuayi    | Borussia Dortmund        | 2 octobre 1993 (24 ans)    | 3               | 1               | 0               | 0               | 0               |
| Sélectionneur      |                    |                          |                            |                 |                 |                 |                 |                 |
|                    | Roberto Martínez   |                          | 13 juillet 1973 (44 ans)   |                 |                 |                 |                 |                 |

* NB : Les âges sont calculés au début de la Coupe du monde 2018, le 14 juin 2018.

## Phase finale

### Premier tour - Groupe G
|   | Équipe     | Pts | J | G | N | P | Bp | Bc | Diff |
| 1 | Belgique   | 9   | 3 | 3 | 0 | 0 | 9  | 2  | +7   |
| 2 | Angleterre | 6   | 2 | 2 | 0 | 1 | 8  | 3  | +5   |
| 3 | Tunisie    | 3   | 3 | 1 | 0 | 2 | 5  | 8  | -3   |
| 4 | Panama     | 0   | 3 | 0 | 0 | 3 | 2  | 11 | -9   |

| 13 | 18 juin 2018 | Belgique   | 3 - 0 | Panama     |
| 14 | 18 juin 2018 | Tunisie    | 1 - 2 | Angleterre |
| 29 | 23 juin 2018 | Belgique   | 5 - 2 | Tunisie    |
| 30 | 24 juin 2018 | Angleterre | 6 - 1 | Panama     |
| 45 | 28 juin 2018 | Angleterre | 0 - 1 | Belgique   |
| 46 | 28 juin 2018 | Panama     | 1 - 2 | Tunisie    |

#### Belgique - Panama
| Match 13                                                 | Belgique                                                                                    | 3 - 0   | Panama | Stade Ficht, Sotchi                            |                                                |
| 18 juin 2018 · 18:00 (UTC+3) · Historique des rencontres | Dries Mertens 47e · ( Kevin De Bruyne) Romelu Lukaku 69e · ( Eden Hazard) Romelu Lukaku 75e | (0 - 0) |        | Spectateurs : 43 257 Arbitrage : Janny Sikazwe | Spectateurs : 43 257 Arbitrage : Janny Sikazwe |
| 18 juin 2018 · 18:00 (UTC+3) · Historique des rencontres | Rapport                                                                                     |         |        | Spectateurs : 43 257 Arbitrage : Janny Sikazwe | Spectateurs : 43 257 Arbitrage : Janny Sikazwe |

| Belgique | Panama |

| BELGIQUE :       |    |                   |     |     |
|                  |    |                   |     |     |
| Gardien de but   | 01 | Thibaut Courtois  |     |     |
|                  | 02 | Toby Alderweireld |     |     |
|                  | 20 | Dedryck Boyata    |     |     |
|                  | 05 | Jan Vertonghen    | 59e |     |
|                  | 15 | Thomas Meunier    | 14e |     |
|                  | 07 | Kevin De Bruyne   | 88e |     |
|                  | 06 | Axel Witsel       |     | 90e |
|                  | 11 | Yannick Carrasco  |     | 74e |
|                  | 14 | Dries Mertens     |     | 83e |
|                  | 10 | Eden Hazard       |     |     |
|                  | 09 | Romelu Lukaku     |     |     |
| Remplaçants :    |    |                   |     |     |
|                  | 19 | Mousa Dembélé     |     | 74e |
|                  | 16 | Thorgan Hazard    |     | 83e |
|                  | 22 | Nacer Chadli      |     | 90e |
| Sélectionneur :  |    |                   |     |     |
| Roberto Martínez |    |                   |     |     |

| PANAMA :           |    |                     |       |     |
|                    |    |                     |       |     |
| Gardien de but     | 01 | Jaime Penedo        |       |     |
|                    | 02 | Michael Murillo     | 51e   |     |
|                    | 05 | Román Torres        |       |     |
|                    | 04 | Fidel Escobar       |       |     |
|                    | 15 | Eric Davis          | 18e   |     |
|                    | 06 | Gabriel Gómez       |       |     |
|                    | 11 | Armando Cooper      | 49e   |     |
|                    | 20 | Aníbal Godoy        | 57e   |     |
|                    | 08 | Édgar Bárcenas      | 45+2e | 63e |
|                    | 21 | José Luis Rodríguez |       | 63e |
|                    | 07 | Blas Pérez          |       | 73e |
| Remplaçants :      |    |                     |       |     |
|                    | 09 | Gabriel Torres      |       | 63e |
|                    | 10 | Ismael Díaz         |       | 63e |
|                    | 18 | Luis Tejada         |       | 73e |
| Sélectionneur :    |    |                     |       |     |
| Hernán Darío Gómez |    |                     |       |     |

| Assistants : Jerson Dos Santos Zakhele Siwela Quatrième arbitre : Ryūji Satō Cinquième arbitre : Toru Sagara Arbitre vidéo : Bastian Dankert Assistants arbitre vidéo : Felix Zwayer Sander van Roekel Danny Makkelie Homme du Match : Romelu Lukaku |

#### Belgique - Tunisie
| Match 29                                                 | Belgique | 5 - 2   | Tunisie                                                               | Stade du Spartak, Moscou                      |                                               |
| 23 juin 2018 · 15:00 (UTC+3) · Historique des rencontres | Eden Hazard 6e (pen.) · ( Dries Mertens) Romelu Lukaku 16e · ( Thomas Meunier) Romelu Lukaku 45+3e · ( Toby Alderweireld) Eden Hazard 51e · ( Youri Tielemans) Michy Batshuayi 90e | (3 - 1) | 18e Dylan Bronn (Wahbi Khazri ) · 90+3e Wahbi Khazri (Hamdi Nagguez ) | Spectateurs : 44 190 Arbitrage : Jair Marrufo | Spectateurs : 44 190 Arbitrage : Jair Marrufo |
| 23 juin 2018 · 15:00 (UTC+3) · Historique des rencontres | Rapport |         |                                                                       | Spectateurs : 44 190 Arbitrage : Jair Marrufo | Spectateurs : 44 190 Arbitrage : Jair Marrufo |

| Belgique | Tunisie |

| BELGIQUE :       |    |                   |  |     |
|                  |    |                   |  |     |
| Gardien de but   | 01 | Thibaut Courtois  |  |     |
|                  | 02 | Toby Alderweireld |  |     |
|                  | 20 | Dedryck Boyata    |  |     |
|                  | 05 | Jan Vertonghen    |  |     |
|                  | 15 | Thomas Meunier    |  |     |
|                  | 07 | Kevin De Bruyne   |  |     |
|                  | 06 | Axel Witsel       |  |     |
|                  | 11 | Yannick Carrasco  |  |     |
|                  | 14 | Dries Mertens     |  | 86e |
|                  | 09 | Romelu Lukaku     |  | 59e |
|                  | 10 | Eden Hazard       |  | 68e |
| Remplaçants :    |    |                   |  |     |
|                  | 08 | Marouane Fellaini |  | 59e |
|                  | 21 | Michy Batshuayi   |  | 68e |
|                  | 17 | Youri Tielemans   |  | 86e |
| Sélectionneur :  |    |                   |  |     |
| Roberto Martínez |    |                   |  |     |

| TUNISIE :       |    |                         |     |     |
|                 |    |                         |     |     |
| Gardien de but  | 01 | Farouk Ben Mustapha     |     |     |
|                 | 11 | Dylan Bronn             |     | 24e |
|                 | 02 | Syam Ben Youssef        |     | 41e |
|                 | 04 | Yassine Meriah          |     |     |
|                 | 12 | Ali Maaloul             |     |     |
|                 | 07 | Saîf-Eddine Khaoui      |     |     |
|                 | 17 | Ellyes Skhiri           |     |     |
|                 | 13 | Ferjani Sassi           | 14e | 59e |
|                 | 08 | Fakhreddine Ben Youssef |     |     |
|                 | 10 | Wahbi Khazri            |     |     |
|                 | 09 | Anice Badri             |     |     |
| Remplaçants :   |    |                         |     |     |
|                 | 21 | Hamdi Nagguez           |     | 24e |
|                 | 03 | Yohan Benalouane        |     | 41e |
|                 | 23 | Naïm Sliti              |     | 59e |
| Sélectionneur : |    |                         |     |     |
| Nabil Maâloul   |    |                         |     |     |

| Assistants : Corey Rockwell Juan Zumba Quatrième arbitre : Andrés Cunha Cinquième arbitre : Nicolás Tarán Arbitre vidéo : Mark Geiger Assistants arbitre vidéo : Bastian Dankert Joe Fletcher Felix Zwayer Homme du match : Eden Hazard |

#### Angleterre - Belgique
| Match 45                                                 | Angleterre | 0 - 1   | Belgique                             | Arena Baltika, Kaliningrad                     |                                                |
| 28 juin 2018 · 20:00 (UTC+2) · Historique des rencontres |            | (0 - 0) | 51e Adnan Januzaj (Youri Tielemans ) | Spectateurs : 33 973 Arbitrage : Damir Skomina | Spectateurs : 33 973 Arbitrage : Damir Skomina |
| 28 juin 2018 · 20:00 (UTC+2) · Historique des rencontres | Rapport    |         |                                      | Spectateurs : 33 973 Arbitrage : Damir Skomina | Spectateurs : 33 973 Arbitrage : Damir Skomina |

| Angleterre | Belgique |

| ANGLETERRE :     |    |                        |  |     |
|                  |    |                        |  |     |
| Gardien de but   | 01 | Jordan Pickford        |  |     |
|                  | 16 | Phil Jones             |  |     |
|                  | 05 | John Stones            |  | 46e |
|                  | 15 | Gary Cahill            |  |     |
|                  | 04 | Eric Dier              |  |     |
|                  | 21 | Ruben Loftus-Cheek     |  |     |
|                  | 17 | Fabian Delph           |  |     |
|                  | 22 | Trent Alexander-Arnold |  | 79e |
|                  | 03 | Danny Rose             |  |     |
|                  | 19 | Marcus Rashford        |  |     |
|                  | 11 | Jamie Vardy            |  |     |
| Remplaçants :    |    |                        |  |     |
|                  | 06 | Harry Maguire          |  | 46e |
|                  | 14 | Danny Welbeck          |  | 79e |
| Sélectionneur :  |    |                        |  |     |
| Gareth Southgate |    |                        |  |     |

| BELGIQUE :       |    |                    |     |     |
|                  |    |                    |     |     |
| Gardien de but   | 01 | Thibaut Courtois   |     |     |
|                  | 23 | Leander Dendoncker | 33e |     |
|                  | 20 | Dedryck Boyata     |     |     |
|                  | 03 | Thomas Vermaelen   |     | 74e |
|                  | 22 | Nacer Chadli       |     |     |
|                  | 08 | Marouane Fellaini  |     |     |
|                  | 19 | Mousa Dembélé      |     |     |
|                  | 16 | Thorgan Hazard     |     |     |
|                  | 18 | Adnan Januzaj      |     | 86e |
|                  | 21 | Michy Batshuayi    |     |     |
|                  | 17 | Youri Tielemans    | 19e |     |
| Remplaçants :    |    |                    |     |     |
|                  | 04 | Vincent Kompany    |     | 74e |
|                  | 14 | Dries Mertens      |     | 86e |
| Sélectionneur :  |    |                    |     |     |
| Roberto Martínez |    |                    |     |     |

| Assistants : Jure Praprotnik Robert Vukan Quatrième arbitre : Mohammed Abdulla Hassan Mohamed Cinquième arbitre : Mohamed Al Hammadi Arbitre vidéo : Artur Soares Dias Assistants arbitre vidéo : Paweł Gil Roberto Díaz Pérez Mauro Vigliano Homme du Match : Adnan Januzaj |

### Huitième de finale

#### Belgique - Japon
| Match 54                                                   | Belgique                                                                                         | 3 - 2   | Japon                                                                     | Rostov Arena, Rostov-sur-le-Don                  |                                                  |
| 2 juillet 2018 · 21:00 (UTC+3) · Historique des rencontres | Jan Vertonghen 69e · ( Eden Hazard) Marouane Fellaini 74e · ( Thomas Meunier) Nacer Chadli 90+4e | (0 - 0) | 48e Genki Haraguchi (Gaku Shibasaki ) · 52e Takashi Inui (Shinji Kagawa ) | Spectateurs : 41 466 Arbitrage : Malang Diedhiou | Spectateurs : 41 466 Arbitrage : Malang Diedhiou |
| 2 juillet 2018 · 21:00 (UTC+3) · Historique des rencontres | Rapport                                                                                          |         |                                                                           | Spectateurs : 41 466 Arbitrage : Malang Diedhiou | Spectateurs : 41 466 Arbitrage : Malang Diedhiou |

| Belgique | Japon |

| BELGIQUE :       |    |                   |  |     |
|                  |    |                   |  |     |
| Gardien de but   | 01 | Thibaut Courtois  |  |     |
|                  | 02 | Toby Alderweireld |  |     |
|                  | 04 | Vincent Kompany   |  |     |
|                  | 05 | Jan Vertonghen    |  |     |
|                  | 15 | Thomas Meunier    |  |     |
|                  | 07 | Kevin De Bruyne   |  |     |
|                  | 06 | Axel Witsel       |  |     |
|                  | 11 | Yannick Carrasco  |  | 65e |
|                  | 14 | Dries Mertens     |  | 65e |
|                  | 09 | Romelu Lukaku     |  |     |
|                  | 10 | Eden Hazard       |  |     |
| Remplaçants :    |    |                   |  |     |
|                  | 08 | Marouane Fellaini |  | 65e |
|                  | 22 | Nacer Chadli      |  | 65e |
| Sélectionneur :  |    |                   |  |     |
| Roberto Martínez |    |                   |  |     |

| JAPON :         |    |                  |     |     |
|                 |    |                  |     |     |
| Gardien de but  | 01 | Eiji Kawashima   |     |     |
|                 | 19 | Hiroki Sakai     |     |     |
|                 | 22 | Maya Yoshida     |     |     |
|                 | 03 | Gen Shōji        |     |     |
|                 | 05 | Yūto Nagatomo    |     |     |
|                 | 17 | Makoto Hasebe    |     |     |
|                 | 07 | Gaku Shibasaki   | 40e | 81e |
|                 | 08 | Genki Haraguchi  |     | 81e |
|                 | 10 | Shinji Kagawa    |     |     |
|                 | 14 | Takashi Inui     |     |     |
|                 | 15 | Yuya Osako       |     |     |
| Remplaçants :   |    |                  |     |     |
|                 | 16 | Hotaru Yamaguchi |     | 81e |
|                 | 04 | Keisuke Honda    |     | 81e |
| Sélectionneur : |    |                  |     |     |
| Akira Nishino   |    |                  |     |     |

| Assistants : Djibril Camara El Hadji Samba Quatrième arbitre : Bakary Gassama Cinquième arbitre : Jean Claude Birumushahu Arbitre vidéo : Felix Zwayer Assistants arbitre vidéo : Clément Turpin Mark Borsch Danny Makkelie Homme du Match : Eden Hazard |

### Quart de finale

#### Brésil - Belgique
| Match 58                                                   | Brésil                                  | 1 - 2   | Belgique                                                     | Kazan Arena, Kazan                             |                                                |
| 6 juillet 2018 · 21:00 (UTC+3) · Historique des rencontres | (Philippe Coutinho ) Renato Augusto 76e | (0 - 2) | 13e (csc) Fernandinho · 31e Kevin De Bruyne (Romelu Lukaku ) | Spectateurs : 42 873 Arbitrage : Milorad Mažić | Spectateurs : 42 873 Arbitrage : Milorad Mažić |
| 6 juillet 2018 · 21:00 (UTC+3) · Historique des rencontres | Rapport                                 |         |                                                              | Spectateurs : 42 873 Arbitrage : Milorad Mažić | Spectateurs : 42 873 Arbitrage : Milorad Mažić |

| Brésil | Belgique |

| Brésil :        |    |                   |     |     |
|                 |    |                   |     |     |
| Gardien de but  | 01 | Alisson           |     |     |
|                 | 22 | Fagner            | 90e |     |
|                 | 02 | Thiago Silva      |     |     |
|                 | 03 | Miranda           |     |     |
|                 | 12 | Marcelo           |     |     |
|                 | 15 | Paulinho          |     | 73e |
|                 | 17 | Fernandinho       | 85e |     |
|                 | 19 | Willian           |     | 46e |
|                 | 11 | Philippe Coutinho |     |     |
|                 | 10 | Neymar            |     |     |
|                 | 09 | Gabriel Jesus     |     | 58e |
| Remplaçants :   |    |                   |     |     |
|                 | 20 | Roberto Firmino   |     | 46e |
|                 | 07 | Douglas Costa     |     | 58e |
|                 | 08 | Renato Augusto    |     | 73e |
| Sélectionneur : |    |                   |     |     |
| Tite            |    |                   |     |     |

| Belgique :       |    |                   |     |     |
|                  |    |                   |     |     |
| Gardien de but   | 01 | Thibaut Courtois  |     |     |
|                  | 02 | Toby Alderweireld | 47e |     |
|                  | 04 | Vincent Kompany   |     |     |
|                  | 05 | Jan Vertonghen    |     |     |
|                  | 15 | Thomas Meunier    | 71e |     |
|                  | 08 | Marouane Fellaini |     |     |
|                  | 06 | Axel Witsel       |     |     |
|                  | 22 | Nacer Chadli      |     | 83e |
|                  | 07 | Kevin De Bruyne   |     |     |
|                  | 09 | Romelu Lukaku     |     | 87e |
|                  | 10 | Eden Hazard       |     |     |
| Remplaçants :    |    |                   |     |     |
|                  | 03 | Thomas Vermaelen  |     | 83e |
|                  | 17 | Youri Tielemans   |     | 87e |
| Sélectionneur :  |    |                   |     |     |
| Roberto Martínez |    |                   |     |     |

| Assistants : Milovan Ristić Dalibor Đurđević Quatrième arbitre : Jair Marrufo Cinquième arbitre : Corey Rockwell Arbitre vidéo : Daniele Orsato Assistants arbitre vidéo : Paweł Gil Mark Borsch Felix Zwayer Homme du Match : Kevin De Bruyne |

### Demi-finale

#### France - Belgique
| Match 61                                                    | France                                 | 1 - 0   | Belgique | Stade de Saint-Pétersbourg, Saint-Pétersbourg |                                               |
| 10 juillet 2018 · 21:00 (UTC+3) · Historique des rencontres | ( Antoine Griezmann) Samuel Umtiti 51e | (0 - 0) |          | Spectateurs : 64 286 Arbitrage : Andrés Cunha | Spectateurs : 64 286 Arbitrage : Andrés Cunha |
| 10 juillet 2018 · 21:00 (UTC+3) · Historique des rencontres | Rapport                                |         |          | Spectateurs : 64 286 Arbitrage : Andrés Cunha | Spectateurs : 64 286 Arbitrage : Andrés Cunha |

| France | Belgique |

| FRANCE :         |    |                   |       |     |
|                  |    |                   |       |     |
| Gardien de but   | 01 | Hugo Lloris       |       |     |
|                  | 02 | Benjamin Pavard   |       |     |
|                  | 04 | Raphaël Varane    |       |     |
|                  | 05 | Samuel Umtiti     |       |     |
|                  | 21 | Lucas Hernandez   |       |     |
|                  | 06 | Paul Pogba        |       |     |
|                  | 13 | N'Golo Kanté      | 87e   |     |
|                  | 10 | Kylian Mbappé     | 90+3e |     |
|                  | 07 | Antoine Griezmann |       |     |
|                  | 14 | Blaise Matuidi    |       | 86e |
|                  | 09 | Olivier Giroud    |       | 85e |
| Remplaçants :    |    |                   |       |     |
|                  | 15 | Steven Nzonzi     |       | 85e |
|                  | 12 | Corentin Tolisso  |       | 86e |
| Sélectionneur :  |    |                   |       |     |
| Didier Deschamps |    |                   |       |     |

| BELGIQUE :       |    |                   |       |       |
|                  |    |                   |       |       |
| Gardien de but   | 01 | Thibaut Courtois  |       |       |
|                  | 02 | Toby Alderweireld | 71e   |       |
|                  | 04 | Vincent Kompany   |       |       |
|                  | 05 | Jan Vertonghen    | 90+4e |       |
|                  | 06 | Axel Witsel       |       |       |
|                  | 19 | Mousa Dembélé     |       | 60e   |
|                  | 08 | Marouane Fellaini |       | 80e   |
|                  | 22 | Nacer Chadli      |       | 90+1e |
|                  | 07 | Kevin De Bruyne   |       |       |
|                  | 09 | Romelu Lukaku     |       |       |
|                  | 10 | Eden Hazard       | 63e   |       |
| Remplaçants :    |    |                   |       |       |
|                  | 14 | Dries Mertens     |       | 60e   |
|                  | 11 | Yannick Carrasco  |       | 80e   |
|                  | 21 | Michy Batshuayi   |       | 90+1e |
| Sélectionneur :  |    |                   |       |       |
| Roberto Martínez |    |                   |       |       |

| Assistants : Nicolas Taran Mauricio Espinosa Quatrième arbitre : Cesar Ramos Cinquième arbitre : Marvin Torrentera Arbitre vidéo : Massimiliano Irrati Assistants arbitre vidéo : Roberto Diaz Mauro Vigliano Paolo Valeri Homme du Match : Samuel Umtiti |

### Match pour la troisième place

#### Belgique - Angleterre
| Match 63                                                    | Belgique                                                               | 2 - 0   | Angleterre | Stade de Saint-Pétersbourg, Saint-Pétersbourg    |                                                  |
| 14 juillet 2018 · 17:00 (UTC+3) · Historique des rencontres | ( Nacer Chadli) Thomas Meunier 4e · ( Kevin De Bruyne) Eden Hazard 82e | (1 - 0) |            | Spectateurs : 64 406 Arbitrage : Alireza Faghani | Spectateurs : 64 406 Arbitrage : Alireza Faghani |
| 14 juillet 2018 · 17:00 (UTC+3) · Historique des rencontres | Rapport                                                                |         |            | Spectateurs : 64 406 Arbitrage : Alireza Faghani | Spectateurs : 64 406 Arbitrage : Alireza Faghani |

| Belgique | Angleterre |

| BELGIQUE :       |    |                   |       |     |
|                  |    |                   |       |     |
| Gardien de but   | 01 | Thibaut Courtois  |       |     |
|                  | 02 | Toby Alderweireld |       |     |
|                  | 04 | Vincent Kompany   |       |     |
|                  | 05 | Jan Vertonghen    |       |     |
|                  | 15 | Thomas Meunier    |       |     |
|                  | 17 | Youri Tielemans   |       | 78e |
|                  | 06 | Axel Witsel       | 90+3e |     |
|                  | 22 | Nacer Chadli      |       | 39e |
|                  | 07 | Kevin De Bruyne   |       |     |
|                  | 09 | Romelu Lukaku     |       | 60e |
|                  | 10 | Eden Hazard       |       |     |
| Remplaçants :    |    |                   |       |     |
|                  | 03 | Thomas Vermaelen  |       | 39e |
|                  | 14 | Dries Mertens     |       | 60e |
|                  | 19 | Mousa Dembélé     |       | 78e |
| Sélectionneur :  |    |                   |       |     |
| Roberto Martínez |    |                   |       |     |

| ANGLETERRE :     |    |                    |     |     |
|                  |    |                    |     |     |
| Gardien de but   | 01 | Jordan Pickford    |     |     |
|                  | 16 | Phil Jones         |     |     |
|                  | 05 | John Stones        | 52e |     |
|                  | 06 | Harry Maguire      | 76e |     |
|                  | 04 | Eric Dier          |     |     |
|                  | 21 | Ruben Loftus-Cheek |     | 84e |
|                  | 17 | Fabian Delph       |     |     |
|                  | 12 | Kieran Trippier    |     |     |
|                  | 03 | Danny Rose         |     | 46e |
|                  | 10 | Raheem Sterling    |     | 46e |
|                  | 09 | Harry Kane         |     |     |
| Remplaçants :    |    |                    |     |     |
|                  | 07 | Jesse Lingard      |     | 46e |
|                  | 19 | Marcus Rashford    |     | 46e |
|                  | 20 | Dele Alli          |     | 84e |
| Sélectionneur :  |    |                    |     |     |
| Gareth Southgate |    |                    |     |     |

| Assistants : Reza Sokhandan Mohammadreza Mansouri Quatrième arbitre : Malang Diedhiou Cinquième arbitre : Djibril Camara Arbitre vidéo : Mark Geiger Assistants arbitre vidéo : Bastian Dankert Joe Fletcher Paolo Valeri Homme du Match : Eden Hazard |

## Statistiques

### Temps de jeu
| Joueurs             |          |          |          |          |          |          |          | TT       | But inscrit | Passe décisive | MJ       | MT       | Légende |
| ------------------- | -------- | -------- | -------- | -------- | -------- | -------- | -------- | -------- | ----------- | -------------- | -------- | -------- | --- |
| Gardiens            | Gardiens | Gardiens | Gardiens | Gardiens | Gardiens | Gardiens | Gardiens | Gardiens | Gardiens    | Gardiens       | Gardiens | Gardiens | Abréviations et symboles : TT : Total de minutes jouées MJ : Nombre de matchs joués MT : Matchs joués en tant que titulaire : but (csc) : but contre son camp : passe décisive : joueur entré : joueur remplacé : capitaine : carton jaune : carton rouge |
| Thibaut Courtois    | 90       | 90       | 90       | 90       | 90       | 90       | 90       | 630      | -           | -              | 7        | 7        | Abréviations et symboles : TT : Total de minutes jouées MJ : Nombre de matchs joués MT : Matchs joués en tant que titulaire : but (csc) : but contre son camp : passe décisive : joueur entré : joueur remplacé : capitaine : carton jaune : carton rouge |
| Simon Mignolet      | -        | -        | -        | -        | -        | -        | -        | -        | -           | -              | -        | -        | Abréviations et symboles : TT : Total de minutes jouées MJ : Nombre de matchs joués MT : Matchs joués en tant que titulaire : but (csc) : but contre son camp : passe décisive : joueur entré : joueur remplacé : capitaine : carton jaune : carton rouge |
| Koen Casteels       | -        | -        | -        | -        | -        | -        | -        | -        | -           | -              | -        | -        | Abréviations et symboles : TT : Total de minutes jouées MJ : Nombre de matchs joués MT : Matchs joués en tant que titulaire : but (csc) : but contre son camp : passe décisive : joueur entré : joueur remplacé : capitaine : carton jaune : carton rouge |
| Défenseurs          |          |          |          |          |          |          |          |          |             |                |          |          | Abréviations et symboles : TT : Total de minutes jouées MJ : Nombre de matchs joués MT : Matchs joués en tant que titulaire : but (csc) : but contre son camp : passe décisive : joueur entré : joueur remplacé : capitaine : carton jaune : carton rouge |
| Toby Alderweireld   | 90       | 90       | -        | 90       | 90       | 90       | 90       | 540      | -           | 1              | 6        | 6        | Abréviations et symboles : TT : Total de minutes jouées MJ : Nombre de matchs joués MT : Matchs joués en tant que titulaire : but (csc) : but contre son camp : passe décisive : joueur entré : joueur remplacé : capitaine : carton jaune : carton rouge |
| Dedryck Boyata      | 90       | 90       | 90       | -        | -        | -        | -        | 270      | -           | -              | 3        | 3        | Abréviations et symboles : TT : Total de minutes jouées MJ : Nombre de matchs joués MT : Matchs joués en tant que titulaire : but (csc) : but contre son camp : passe décisive : joueur entré : joueur remplacé : capitaine : carton jaune : carton rouge |
| Vincent Kompany     | -        | -        | 16       | 90       | 90       | 90       | 90       | 376      | -           | -              | 5        | 4        | Abréviations et symboles : TT : Total de minutes jouées MJ : Nombre de matchs joués MT : Matchs joués en tant que titulaire : but (csc) : but contre son camp : passe décisive : joueur entré : joueur remplacé : capitaine : carton jaune : carton rouge |
| Thomas Meunier      | 90       | 90       | -        | 90       | 90       | -        | 90       | 450      | 1           | 2              | 5        | 5        | Abréviations et symboles : TT : Total de minutes jouées MJ : Nombre de matchs joués MT : Matchs joués en tant que titulaire : but (csc) : but contre son camp : passe décisive : joueur entré : joueur remplacé : capitaine : carton jaune : carton rouge |
| Thomas Vermaelen    | -        | -        | 74       | -        | 7        | -        | 51       | 132      | -           | -              | 3        | 1        | Abréviations et symboles : TT : Total de minutes jouées MJ : Nombre de matchs joués MT : Matchs joués en tant que titulaire : but (csc) : but contre son camp : passe décisive : joueur entré : joueur remplacé : capitaine : carton jaune : carton rouge |
| Jan Vertonghen      | 90       | 90       | -        | 90       | 90       | 90       | 90       | 540      | 1           | -              | 6        | 6        | Abréviations et symboles : TT : Total de minutes jouées MJ : Nombre de matchs joués MT : Matchs joués en tant que titulaire : but (csc) : but contre son camp : passe décisive : joueur entré : joueur remplacé : capitaine : carton jaune : carton rouge |
| Milieux             |          |          |          |          |          |          |          |          |             |                |          |          | Abréviations et symboles : TT : Total de minutes jouées MJ : Nombre de matchs joués MT : Matchs joués en tant que titulaire : but (csc) : but contre son camp : passe décisive : joueur entré : joueur remplacé : capitaine : carton jaune : carton rouge |
| Yannick Carrasco    | 74       | 90       | -        | 65       | -        | 10       | -        | 239      | -           | -              | 4        | 3        | Abréviations et symboles : TT : Total de minutes jouées MJ : Nombre de matchs joués MT : Matchs joués en tant que titulaire : but (csc) : but contre son camp : passe décisive : joueur entré : joueur remplacé : capitaine : carton jaune : carton rouge |
| Nacer Chadli        | 0        | -        | 90       | 25       | 83       | 90       | 39       | 327      | 1           | 1              | 6        | 4        | Abréviations et symboles : TT : Total de minutes jouées MJ : Nombre de matchs joués MT : Matchs joués en tant que titulaire : but (csc) : but contre son camp : passe décisive : joueur entré : joueur remplacé : capitaine : carton jaune : carton rouge |
| Kevin De Bruyne     | 90       | 90       | -        | 90       | 90       | 90       | 90       | 540      | 1           | 2              | 6        | 6        | Abréviations et symboles : TT : Total de minutes jouées MJ : Nombre de matchs joués MT : Matchs joués en tant que titulaire : but (csc) : but contre son camp : passe décisive : joueur entré : joueur remplacé : capitaine : carton jaune : carton rouge |
| Mousa Dembélé       | 16       | -        | 90       | -        | -        | 60       | 12       | 178      | -           | -              | 4        | 2        | Abréviations et symboles : TT : Total de minutes jouées MJ : Nombre de matchs joués MT : Matchs joués en tant que titulaire : but (csc) : but contre son camp : passe décisive : joueur entré : joueur remplacé : capitaine : carton jaune : carton rouge |
| Dries Mertens       | 83       | 86       | 4        | 65       | -        | 30       | 30       | 298      | 1           | 1              | 6        | 3        | Abréviations et symboles : TT : Total de minutes jouées MJ : Nombre de matchs joués MT : Matchs joués en tant que titulaire : but (csc) : but contre son camp : passe décisive : joueur entré : joueur remplacé : capitaine : carton jaune : carton rouge |
| Youri Tielemans     | -        | 4        | 90       | -        | 3        | -        | 78       | 175      | -           | 2              | 4        | 2        | Abréviations et symboles : TT : Total de minutes jouées MJ : Nombre de matchs joués MT : Matchs joués en tant que titulaire : but (csc) : but contre son camp : passe décisive : joueur entré : joueur remplacé : capitaine : carton jaune : carton rouge |
| Axel Witsel         | 90       | 90       | -        | 90       | 90       | 90       | 90       | 540      | -           | -              | 6        | 6        | Abréviations et symboles : TT : Total de minutes jouées MJ : Nombre de matchs joués MT : Matchs joués en tant que titulaire : but (csc) : but contre son camp : passe décisive : joueur entré : joueur remplacé : capitaine : carton jaune : carton rouge |
| Leander Dendoncker  | -        | -        | 90       | -        | -        | -        | -        | 90       | -           | -              | 1        | 1        | Abréviations et symboles : TT : Total de minutes jouées MJ : Nombre de matchs joués MT : Matchs joués en tant que titulaire : but (csc) : but contre son camp : passe décisive : joueur entré : joueur remplacé : capitaine : carton jaune : carton rouge |
| Marouane Fellaini   | -        | 31       | 90       | 25       | 90       | 80       | -        | 316      | 1           | -              | 5        | 3        | Abréviations et symboles : TT : Total de minutes jouées MJ : Nombre de matchs joués MT : Matchs joués en tant que titulaire : but (csc) : but contre son camp : passe décisive : joueur entré : joueur remplacé : capitaine : carton jaune : carton rouge |
| Thorgan Hazard      | 7        | -        | 90       | -        | -        | -        | -        | 97       | -           | -              | 2        | 1        | Abréviations et symboles : TT : Total de minutes jouées MJ : Nombre de matchs joués MT : Matchs joués en tant que titulaire : but (csc) : but contre son camp : passe décisive : joueur entré : joueur remplacé : capitaine : carton jaune : carton rouge |
| Adnan Januzaj       | -        | -        | 86       | -        | -        | -        | -        | 86       | 1           | -              | 1        | 1        | Abréviations et symboles : TT : Total de minutes jouées MJ : Nombre de matchs joués MT : Matchs joués en tant que titulaire : but (csc) : but contre son camp : passe décisive : joueur entré : joueur remplacé : capitaine : carton jaune : carton rouge |
| Attaquants          |          |          |          |          |          |          |          |          |             |                |          |          | Abréviations et symboles : TT : Total de minutes jouées MJ : Nombre de matchs joués MT : Matchs joués en tant que titulaire : but (csc) : but contre son camp : passe décisive : joueur entré : joueur remplacé : capitaine : carton jaune : carton rouge |
| Michy Batshuayi     | -        | 22       | 90       | -        | -        | 0        | -        | 112      | 1           | -              | 3        | 1        | Abréviations et symboles : TT : Total de minutes jouées MJ : Nombre de matchs joués MT : Matchs joués en tant que titulaire : but (csc) : but contre son camp : passe décisive : joueur entré : joueur remplacé : capitaine : carton jaune : carton rouge |
| Romelu Lukaku       | 90       | 59       | -        | 90       | 87       | 90       | 60       | 476      | 4           | 1              | 6        | 6        | Abréviations et symboles : TT : Total de minutes jouées MJ : Nombre de matchs joués MT : Matchs joués en tant que titulaire : but (csc) : but contre son camp : passe décisive : joueur entré : joueur remplacé : capitaine : carton jaune : carton rouge |
| Eden Hazard         | 90       | 68       | -        | 90       | 90       | 90       | 90       | 518      | 3           | 2              | 6        | 6        | Abréviations et symboles : TT : Total de minutes jouées MJ : Nombre de matchs joués MT : Matchs joués en tant que titulaire : but (csc) : but contre son camp : passe décisive : joueur entré : joueur remplacé : capitaine : carton jaune : carton rouge |
| CSC                 |          |          |          |          |          |          |          |          |             |                |          |          | Abréviations et symboles : TT : Total de minutes jouées MJ : Nombre de matchs joués MT : Matchs joués en tant que titulaire : but (csc) : but contre son camp : passe décisive : joueur entré : joueur remplacé : capitaine : carton jaune : carton rouge |
| But contre son camp | -        | -        | -        | -        | 1 (csc)  | -        | -        | -        | 1           | -              | -        | -        | Abréviations et symboles : TT : Total de minutes jouées MJ : Nombre de matchs joués MT : Matchs joués en tant que titulaire : but (csc) : but contre son camp : passe décisive : joueur entré : joueur remplacé : capitaine : carton jaune : carton rouge |
| TOTAL               |          |          |          |          |          |          |          |          |             |                |          |          | Abréviations et symboles : TT : Total de minutes jouées MJ : Nombre de matchs joués MT : Matchs joués en tant que titulaire : but (csc) : but contre son camp : passe décisive : joueur entré : joueur remplacé : capitaine : carton jaune : carton rouge |
| Équipe de Belgique  | 90       | 90       | 90       | 90       | 90       | 90       | 90       | 630      | 16          | 12             | 7        | -        | Abréviations et symboles : TT : Total de minutes jouées MJ : Nombre de matchs joués MT : Matchs joués en tant que titulaire : but (csc) : but contre son camp : passe décisive : joueur entré : joueur remplacé : capitaine : carton jaune : carton rouge |

| Buts    | Joueurs           | Adversaires                              |
| ------- | ----------------- | ---------------------------------------- |
| 4       | Romelu Lukaku     | Panama (2), Tunisie (2)                  |
| 3       | Eden Hazard       | Tunisie (2), Angleterre (match 3e place) |
| 1       | Dries Mertens     | Panama                                   |
| 1       | Michy Batshuayi   | Tunisie                                  |
| 1       | Adnan Januzaj     | Angleterre (match 1er tour)              |
| 1       | Jan Vertonghen    | Japon                                    |
| 1       | Marouane Fellaini | Japon                                    |
| 1       | Nacer Chadli      | Japon                                    |
| 1       | Kevin De Bruyne   | Brésil                                   |
| 1       | Thomas Meunier    | Angleterre (match 3e place)              |
| 1 (csc) | Fernandinho       | Brésil                                   |
| TOTAL   | 16 BUTS           | 16 BUTS                                  |

| Passes | Joueurs             | Adversaires                          |
| ------ | ------------------- | ------------------------------------ |
| 2      | Kevin De Bruyne     | Panama, Angleterre (match 3e place)  |
| 2      | Eden Hazard         | Panama, Japon                        |
| 2      | Thomas Meunier      | Tunisie, Japon                       |
| 2      | Youri Tielemans     | Tunisie, Angleterre (match 1er tour) |
| 1      | Dries Mertens       | Tunisie                              |
| 1      | Toby Alderweireld   | Tunisie                              |
| 1      | Romelu Lukaku       | Brésil                               |
| 1      | Nacer Chadli        | Angleterre (match 3e place)          |
| TOTAL  | 12 PASSES DÉCISIVES | 12 PASSES DÉCISIVES                  |

## Anecdote
L´élimination du Brésil par la Belgique est évoquée dans le film Treize Vies (2022) de Ron Howard, dont l´action (réelle) se déroule à ce moment.
Un des plongeurs y donne des informations de l´actualité aux victimes lors des opérations de secours de la grotte de Tham Luang.